# Axinotarsus ruficollis
Axinotarsus ruficollis är en skalbaggsart som först beskrevs av Olivier 1790.  Axinotarsus ruficollis ingår i släktet Axinotarsus, och familjen Malachiidae. Arten är reproducerande i Sverige.